# TF-12
La carretera Norte San Andrés-La Laguna, Carretera de Taganana o TF-12 es la principal vía del noreste de la isla de Tenerife, dando servicio a los núcleos de población situados en las cercanías del macizo de Anaga.
Comienza en la localidad costera de San Andrés en dirección norte, hasta llegar a los montes del macizo de Anaga, desde aquí transcurre por el mismo en dirección oeste, dando servicio a núcleos de población como Taganana, Afur o Taborno, entre otros, para los que supone su única vía de comunicación con el resto de la isla. Posteriormente se dirige hacia el suroeste pasando por las cercanías de Las Mercedes hasta llegar a la ciudad de La Laguna.